# Poecilopholis
Poecilopholis är ett monotypiskt släkte inom familjen stilettormar med bara en giftig orm art, Poecilopholis cameronensis och inga underarter.

## Kännetecken
Ormen är svartaktig till olivfärgad på översidan av kroppen. Längden går upp till 52 cm.

## Utbredning
Arten förekommer i Afrika. Den är vanlisgast i södra Kamerun.